# 주름상어속
주름상어속(Chlamydoselachus)은 상어 속의 일종으로 신락상어목에 속하는 주름상어과(Chlamydoselachidae)의 유일속이다. 현존하는 2종과 멸종한 여러 종으로 이루어져 있다. 가장 유명한 종은 주름상어(Chlamydoselachus anguineus)이다. 남방아프리카주름상어 (Chlamydoselachus africana)와 함께 살아있는 화석으로 알려져 있으며, 남아프리카 해안 지역을 따라서 유일하게 발견된다.

## 하위 종
- 남방아프리카주름상어 (Chlamydoselachus africana) Ebert & Compagno, 2009
- 주름상어 (Chlamydoselachus anguineus) Garman, 1884
- † Chlamydoselachus brancheri
- † Chlamydoselachus fiedleri
- † Chlamydoselachus goliath
- † Chlamydoselachus gracilis
- † Chlamydoselachus keyesi
- † Chlamydoselachus lawleyi
- † Chlamydoselachus thomsoni
- † Chlamydoselachus tobleri